# Shalom Luani
Shalom Luani (* 5. August 1994) ist ein ehemaliger amerikanisch-samoanischer Fußballspieler und aktiver American-Football-Spieler auf der Position des Safeties in der National Football League (NFL). Er ist derzeit Free Agent.

## Fußball
Er ist (neben Ramin Ott) einer von zwei Spielern, die zwei Tore für die amerikanisch-samoanische Fußballnationalmannschaft in WM-Qualifikationsspielen erzielt haben. Beide Tore wurden bei der WM-Qualifikation 2014, die gleichzeitig als Qualifikation zum OFC-Nationen-Pokal 2012 diente, geschossen – zum 2:0 gegen Tonga (Endstand 2:1) und zum 1:0 gegen die Cookinseln (Endstand 1:1). Das erste der beiden Spiele war der erste Sieg von Amerikanisch-Samoa in einem von der FIFA anerkannten Spiel.
Ein weiteres Tor gelang ihm für die amerikanisch-samoanische U-23 zur 1:0-Führung gegen die Salomoninseln bei der Qualifikation zu den Olympischen Spielen 2012. Amerikanisch-Samoa verlor das Spiel mit 1:16. Insgesamt absolvierte er sieben A-Länderspiele (2 Tore) für sein Heimatland.

## American Football
Am Ende des Jahres 2014 kam Luani zur Washington State University, wo er College Football für die Washington Cougars, spielte. In den zwei Jahren am College erzielte er 157 Tackles und 8 Interceptions. Im NFL Draft 2017 wurde er in der 7. Runde von den Oakland Raiders als Safety ausgewählt. In seiner Rookiesaison 2017 erzielte Luani für sein Team 18 Tackles. In der Offseason wurde Luani von den Raiders für einen Siebtrundenpick zu den Seattle Seahawks getauscht. In der Saison 2018 konnte Luani neun Tackles in zwölf Spielen erzielen. Im April 2019 erhielt er einen neuen Einjahresvertrag. Am 30. August 2019 wurde er entlassen. Am 9. Oktober 2019 verpflichteten die Los Angeles Chargers Luani für ihren Practice Squad. Am 30. Oktober 2019 wurde er in den aktiven Kader befördert. Ende November 2019 wurde er entlassen. Am 4. Dezember 2019 verpflichteten die Houston Texans Luani für ihren Practice Squad.